# Lucinde

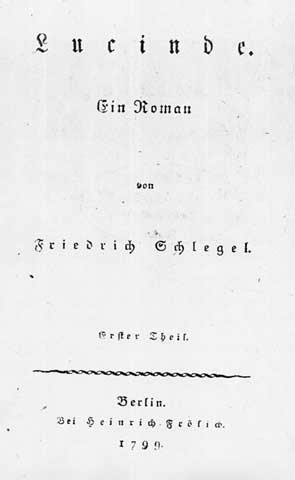
Titelblatt der Erstausgabe 1799

Lucinde (Untertitel: Bekenntnisse eines Ungeschickten) ist ein Roman von Friedrich Schlegel, der 1799 als erster Teil eines vierteiligen Romanprojektes erschien. Er beschreibt in Briefen, Dialogen, Aphorismen, Tagebucheinträgen und anderen literarischen Formen die Liebe von Julius und Lucinde. Der Autor – nicht nur Schriftsteller, sondern auch Literaturtheoretiker, Historiker und Philosoph – artikuliert in und mit diesem Buch sein frühromantisches Romankonzept. Ein wichtiger Grundsatz dessen besagt, dass ein Roman stets sowohl einen Roman als auch seine eigene Theorie darstellen soll.

## Überblick
Das Buch besteht aus 13 Teilen und einem Prolog. Jeweils sechs kurze, teils fragmentartige Texte gruppieren sich um den Mittelteil, in dem im Rückblick die Entwicklung Julius‘ zum Mann und seine Liebe zu Lucinde in der Personalen Form beschrieben werden. In den Rahmenstücken preist Julius seine alles umfassende romantische Liebesbeziehung euphorisch und teilt seine Erkenntnisse über die Welt und die Menschen mit, die er durch die Gemeinschaft mit Lucinde gewonnen hat.

## Inhalt
- Prolog

Der Autor beginnt mit einer Devotionsformel, mit der Frage, was sein Geist seinem Sohn geben solle, der „gleich ihm so arm an Poesie ist als reich an Liebe“, und lenkt sogleich den Blick mit dem Bild von Leda und dem Schwan auf sein Thema.
- Julius an Lucinde

Julius beschreibt seine Vision der „Eine[n] ewig[en] und einzig[en] Geliebte[n] in vielen Gestalten“, seinen „tiefen Blick in das Verborgene der [ewig lebenden] Natur“ und seinen Traum von einer allumfassenden Verbindung mit Lucinde als „eine romantische Verwirrung von all diesen Dingen, ein wundersames Gemisch von den verschiedensten Erinnerungen und Sehnsüchten“.
- Dithyrambische Fantasie über die schönste Situation

Hymnus vom Ideal der harmonischen körperlich-geistigen, irdisch himmlischen Liebesbeziehung, gesteigert bis zum Tausch der männlichen und weiblichen Rolle.
- Charakteristik der kleinen Wilhelmine

Das zweijährige Kind als Ideal der unkonventionellen Natürlichkeit, als „kleine[s] Kunstwerk[-] schöner und zierlicher Lebensweisheit“ in „beneidenswürdige[r] Freiheit von Vorurteilen“ ohne „falsche[-] Scham“.
- Allegorie von der Frechheit

Ein „Beschützer“ führt Julius ein allegorisches Schauspiel vor: „einige Jünglinge am Scheideweg“. Die gesellschaftliche Situation der „Mannigfaltigkeit und Zügellosigkeit“ wird dann in eine innere Handlung in reinerer Form projiziert. Julius erkennt „[i]nnere Saturnalien“, die schlagartig abgelöst werden von dem Auftrag, als Schriftsteller die Botschaften des ewigen Geistes zu verkünden: „Vernichten und Schaffen, Eins und Alles […] Die Zeit ist da. Das innere Wesen der Gottheit kann offenbart und dargestellt werden, alle Mysterien dürfen sich enthüllen und die Furcht soll aufhören. Weihe dich selbst ein und verkünde es, dass die Natur allein ehrwürdig und die Gesundheit allein liebenswürdig ist.“ Julius rühmt die angeborenen Vorzüge des weiblichen Geistes und der Liebeskunst der Frauen. Nur durch „Fantasie“ könnten sich die Männer der „intensive[n] Unendlichkeit, Unzertrennlichkeit ohne Maß und Ziel“ annähern. Den höchsten Grad, das Gefühl von harmonischer Wärme, die „wunderbare Mischung der Harmonie aller Sinne“ könne nur der Jüngling oder der Jüngling gebliebene Mann erreichen.
- Idylle über den Müßiggang

Als Gegenentwurf zum prometheisch-aktiven, der „Erziehung und Aufklärung“ verpflichteten Menschen wird der kontemplative Typus und seine „gottähnliche Kunst der Faulheit“ hervorgehoben: „Nur mit Gelassenheit und Sanftmut in der heiligen Stille der echten Passivität kann man sich an sein ganzes Ich erinnern und die Welt und das Leben anschauen.“ Das Sprechen und Bilden sei nur Nebensache der Kunst, entscheidend seien Denken und Dichten. Deshalb sei bei der Passivität der Frauen „mehr Genuss und mehr Dauer, Kraft und Geist des Genusses“.
- Treue und Scherz

Dialog zwischen Julius und Lucinde über Liebesspiele, gesellschaftliche Konventionen, Rollenbilder, Eifersucht, Freundschaft zwischen Frauen und Männern.
- Lehrjahre der Männlichkeit

In Er-Form wird Julius‘ Entwicklung erzählt. Sie beginnt mit einer Phase der Unbeständigkeit zwischen „dem Anscheine der heftigsten Leidenschaft und doch zerstreut und abwesend“, in der „[s]ein ganzes Dasein […] in seiner Fantasie eine Masse von Bruchstücken ohne Zusammenhang“ war. Auf der nächsten Entwicklungsstufe lernt er drei Frauentypen kennen. Bei der Liebe zu Luise blitzt ein „heiliges Bild der Unschuld“ in seiner Seele auf, ein „gefährlicher Traum“, „entscheidend für sein ganzes Leben“. Er hätte das Mädchen, „noch an der Grenze der Kindheit“, fast verführt, wenn er nicht rechtzeitig zur Besinnung an „das arme Schicksal der Menschen“ gekommen wäre. An einem neuen Wohnort begegnet er einer koketten Gesellschaftsdame, die mit den sie bewundernden Männern spielt und unvermittelt zwischen Anlockung und Zurückweisung wechselt. Hier „verwirrt[-] er sich immer mehr in die Intrigen einer schlechten Gesellschaft“ und wendet sich Lisette zu, einem „beinahe öffentlich[en] Mädchen“. Sie fasziniert ihn nicht nur wegen ihrer unerschöpflichen Mannigfaltigkeit in allen verführerischen Künsten der Sinnlichkeit, sondern auch wegen ihres Witzes und ihrer unverstellten Vorliebe für Unabhängigkeit und Geld. Sie verliebt sich in Julius, doch als sie ihm „die Ehre der Vaterschaft ankündigt[-]“, verlässt er sie entrüstet. Mit den Worten: „Lisette soll zu Grunde gehen […] so will es das Schicksal, das eiserne“ ersticht sie sich.

Julius sucht nun Freundschaften mit seelenverwandten, für Kunst und romantische Ideen begeisterungsfähigen Jünglingen, die allerdings ähnlichen Gemütsschwankungen ausgesetzt sind und diese weitergeben. Dadurch vereinsamt er wieder und fällt in einen Zustand der Depression, obwohl er sich in der Gesellschaft nichts anmerken lässt und fröhlich wirkt.

Nach diesen Enttäuschungen sucht er wieder Zuwendung und Liebe bei Frauen, die in der Gesellschaft selbstbewusst auftreten, Sinn für Kunst und Literatur haben, die Gefühle und Sensibilität zeigen und Lebenserfahrung mit Natürlichkeit und Spontaneität, Ernst und Scherz miteinander verbinden. Zwei Frauen kommen seinen Idealvorstellungen der Originalität am nächsten. Die erste ist bereits mit seinem Freund verbunden und er muss seine Liebe zu ihr hinter einer geschwisterlichen Freundschaft verbergen. Sie fördert ihn in seiner menschlichen und künstlerischen Entwicklung, seiner Zuwendung zu antiken Stoffen, was ihn jedoch nicht vollkommen zufrieden stellt. Durch die lebenserfahrene Freundin kann er seiner späteren großen Liebe, Lucinde, gereift gegenübertreten. Sie haben die gleiche romantische Lebenseinstellung, differieren aber im Detail. Ohne lange Werbung werden sie schnell ein Paar und erleben in ihrer Liebe eine zuvor nicht gekannte körperlich-seelische Harmonie mit transzendentalem Bezug. Julius stabilisiert seine Persönlichkeit, tritt in der Gesellschaft gelassen und freundlich auf und findet einen kreativen Freundeskreis.
- Metamorphosen

Betrachtungen über die Entwicklung des kindlichen Geistes vom Narzissmus zur ergänzenden Bildung der Gegenliebe: „Jeder gibt dasselbe, was er nimmt […] alles ist gleich und ganz und in sich vollendet wie der Kuss der göttlichen Kinder. […] In goldener Jugend und Unschuld wandelt die Zeit und der Mensch im göttlichen Frieden der Natur, und ewig kehrt Aurora schöner wieder.“ Nur im Licht der Liebe könne man die Welt finden und schauen: „Nur in der Antwort seines Du kann jedes Ich seine unendliche Einheit ganz fühlen“ und wie ein Künstler seine Seele bilden und die Gesetze des Lebens schauen.
- Zwei Briefe

Julius und Lucinde sind für einige Zeit räumlich getrennt und können nur brieflich kommunizieren. Lucinde erwartet ein Kind und sie kaufen ein kleines Landgut für ihr Familienleben. Das gemeinsame Kind bedeutet für Julius die unauflösliche Bindung: „Nun hat das Heiligtum der Ehe mir das Bürgerrecht im Stande der Natur gegeben.“ In der ländlichen Idylle erhofft er sich die Lösung von der verderbten kranken städtischen Gesellschaft: „Da könnten, wenn alles wäre wie es sollte, schöne Wohnungen und liebliche Hütten wie frische Gewächse und Blumen den grünen Boden schmücken und einen würdigen Garten der Gottheit bilden.“ Aber er weiß, dass dies unrealistisch ist.

Julius schreibt, er sei, trotz der schmerzlichen Trennung von Lucinde, jetzt „heiliger, ruhiger“ geworden und fühle „eine Weichheit und süße Wärme in allen Vermögen der Seele und des Geistes, wie die schöne Ermattung der Sinne die auf das höchste Leben folgt.“ Zugleich fühlt er Zuversicht und Mut, […] ein heldenmäßiges Leben zu beginnen und auszuführen und mit Freunden verbrüdert für die Ewigkeit zu handeln. „Das ist meine Tugend; so ziemt es mir, den Göttern ähnlich zu werden. Die deinige ist es, gleich der Natur als Priesterin der Freude das Geheimnis der Liebe leise zu offenbaren und in der Mitte würdiger Söhne und Töchter das schöne Leben zu einem heiligen Fest zu weihen.“ Wie in den „Lehrjahren“ preist er die Liebe als Zugang zur göttlichen Natur: „Der Sinn für die Welt ist uns erst recht aufgegangen. Du hast durch mich die Unendlichkeit des menschlichen Geistes kennen gelernt, und ich habe durch dich die Ehe und das Leben begriffen, und die Herrlichkeit der Dinge.“

Der zweite Brief wurde nach der Genesung Lucindes geschrieben. Als er von ihrer Schwester Amalie die Nachricht von ihrer schweren Erkrankung erhielt, fürchtete er ihren Tod und stellte sich in Tagträumen sein Leben ohne sie vor: seine Todeserfahrungen, sein Eintauchen in eine geistige Welt, ihre „göttliche Gestalt umschienen von wunderbarem Glanz“. Seine Laufbahn würde unvollendet enden. Kunst und Tugend schienen ihm unerreichbar: „Ich wäre verzweifelt, hätte ich nicht beide in Dir gesehn und vergöttert, holdselige Madonna! Und Dich und Deine milde Göttlichkeit in mir.“
- Eine Reflexion

Julius reflektiert über das Bestimmte, als männliches Prinzip, und das Unbestimmte, Namenlose, als weibliches. Beide ergänzen sich, sie sind die bewegenden Kräfte des Universums, die nach Symmetrie und Harmonie streben. In ihrer Auseinandersetzung, „Leben und Weben“, entwickeln sie die ewig strömende Schöpfung weiter: „Die Natur will den ewigen Kreislauf immer neuer Versuche; und sie will auch, dass jeder einzelne in sich vollendet einzig und neu sei, ein treues Abbild der höchsten unteilbaren Individualität.“
- Julius an Antonio

In zwei Briefen erklärt Julius Antonio, warum er nicht mehr mit ihm, sondern mit Eduard befreundet sein will. Es gebe zwei Arten von Freundschaft: Erstens den Bund der Helden, der im „heiße[n] Kampf“ des „rastlosen Lebens“ gegen alles Böse kämpft, überall dort, wo die „edle Kraft in großen Massen wirkt und Welten bildet oder beherrscht“, zweitens die auf Ergänzung und „wunderbare Symmetrie des Eigentümlichsten“ abzielende innerliche Seelengemeinschaft, die sich vor äußeren Gefährdungen schützen müsse. Er habe sich für den ersten Typus entschieden.
- Sehnsucht und Ruhe

Nach dem Muster des Hohelieds Salomos preisen sich die beiden Liebenden Julius und Lucinde im Wechselgesang, der mit ihrer Sehnsucht nach der großen Liebesnacht endet: die Wunderblume seiner Fantasie, die Priesterin der Nacht, Ruhepunkt ihrer Seele, ihr heiliges Sehnen, das große Wunder seines wunderbaren Herzens.
- Tändeleien der Fantasie

Julius beklagt in seiner das Werk abschließenden Betrachtung, dass das „zarte Götterkind Leben“ in der „Umarmung der nach Affenart liebenden Sorge“ jämmerlich erstickt wird: der „früh entschlafene Sohn“. In seiner Fantasie umgibt ihn ein Zauberkreis. „[E]in frischer Hauch von Jugendblüte [zieht] über das ganze Dasein und ein Heiligenschein von kindlicher Wonne. Der Mann vergöttert die Geliebte, die Mutter das Kind und alle den ewigen Menschen. Nun versteht die Seele die Klage der Nachtigall und das Lächeln des Neugeborenen, und was auf Blumen wie an Sternen sich in geheimer Bilderschrift bedeutsam offenbart, versteht sie; den heiligen Sinn des Lebens wie die schöne Sprache der Natur. Alle Dinge reden zu ihr und überall sieht sie den lieblichen Geist durch die zarte Hülle.“

## Rezeption

### Zeitgenössische Rezeption
Schlegels „Lucinde“ erfuhr unmittelbar nach ihrem Erscheinen eine lebhafte, bisweilen wütende Rezeption: Der Roman sei „ästhetisch betrachtet, ein kleines Ungeheuer“, man fand „Irrgänge von Stimmungen und Reflexionen statt episch breiter behaglicher Erzählung, philosophische Erörterung und psychologische Charakteristik statt machtvoller Wirklichkeit, Sprünge und Zertrümmerung statt stetig fortschreitender Handlung.“ Die Bezeichnung „Roman“ wurde als „Mogelpackung“ empfunden. Lucinde sei kein Roman im eigentlichen Sinne – das heißt eine angenehm zu lesende Geschichte –, sondern eine trockene, für Laien schwer verständliche Ausbuchstabierung der komplexen Theorie von einem „romantischen Roman“, die der Autor umsetzte. Somit wird dem Werk die Romanhaftigkeit abgesprochen. Man orientierte sich damals an den Kriterien: lineare, kohärente Handlung sowie Charaktere, die eine psychologisch nachvollziehbare Entwicklung durchlaufen, eingebettet in ein „Weltgeschehen“, also ein soziales Umfeld, eine Gesellschaft, die meist auch ihr Denken, Fühlen und Handeln mitbeeinflusst bzw. bewertet. Als ein im Sinne der obigen Kritik „geglückter“ Roman der Romantik, der also sowohl das Konzept umsetzt als auch im herkömmlichen Sinne lesbar bleibt, gilt gemeinhin Clemens Brentanos Godwi.
Zum anderen wurde Lucinde als höchst unmoralisch angesehen. Der freizügige Umgang mit Sexualität, gekoppelt an eine in Richtung Emanzipation weisende Stellung der selbstbewusst liebenden Titelheldin, brach mit zeitgenössischen Moralvorstellungen. Noch 1816, als Friedrich Schlegel zum österreichischen Legationssekretär am Bundestag in Frankfurt ernannt worden war, wurde er für die Lucinde bei der Obersten Polizei- und Zensur-Hofstelle in Wien anonym als „höchst hirnloser und unzüchtiger Skribler“ angezeigt, dem Buch wurde „Ärgerlichkeit und Verworfenheit“ vorgeworfen. Die Hauptleidtragende war seine Gefährtin Dorothea Veit, die den Roman – da sie das Konzept verstanden hatte und verehrte – jedoch gegen Angriffe verteidigte.

### Neuere Rezeption
Die jüngere Rezeption beurteilt „Lucinde“ differenziert. Zwar gibt es auch hier Ablehnung, z. B. von Hermann Hesse, der dem modernen Leser den Roman gar nicht mehr empfehlen kann, doch wird der Gattungsbegriff „Roman“ weiter gesehen als zur Zeit Schlegels. „Lucinde“ sei ein Roman im Sinne der frühromantischen „progressiven Universalpoesie“ (vgl. Athenäumsfragment 116) und zeichne sich durch eine gattungsüberschreitende Offenheit aus.
In den gender-studies der 90er Jahre gilt die Lucinde als nur scheinbar emanzipatorisch. Zunächst einmal wird das Liebesmodell kritisiert: Denn obwohl es darum geht, dass jeder sich selbst als ein Individuum herausbilde, bleibe die Asymmetrie der Geschlechter erhalten. „Der Mann liebt das Lieben, die Frau liebt den Mann; sie liebt dadurch einerseits tiefer und ursprünglicher, andererseits auch gebundener und weniger reflektiert.“
Die dargestellte Utopie des Rollentausches im Geschlechtsakt, so beschrieben in der Dithyrambischen Fantasie über die schönste Situation, wird als Schlüsselszene zur Gleichberechtigung der Geschlechter begriffen, jedoch bleibe im gesamten Buch die traditionelle Dichotomie Frau – Natur, Mann – Geist erhalten wie auch die Frau als die Erlöserin des Mannes – auch wenn dieses mystische Erlebnis, das gleichzeitig ein ästhetisches sein soll, Ehe genannt wird.

## Analyse

### Das Konzept
Lucinde ist der einzige Roman Friedrich Schlegels, der als Begründer und Vordenker der frühromantischen Philosophie und Literaturtheorie gilt. Das Konzept der progressiven Universalpoesie hatte Schlegel seit 1797 in der Jenaer Zeitschrift Athenäum in Fragmenten und Aufsätzen entwickelt. Ausgehend von zwei – zunächst durchaus nicht als romantisch verstandenen – Romanen seiner Zeit, Johann Wolfgang Goethes Wilhelm Meister und Ludwig Tiecks Sternbald, hatte er die Wichtigkeit selbstbezogener Reflexionen innerhalb der Romantexte betont sowie eingefordert, dass ein Roman die Fähigkeit haben müsse, sein eigenes Konzept darzustellen. Die Lucinde stellt Schlegels Versuch dar, diese Konzeption umzusetzen.

### Der Stoff
Das Thema des Romans ist die Liebe und das Reflektieren über die Liebe in jeder denkbaren schriftlichen Form: Briefe, Tagebuch, hingekritzelte Gedanken, Zettelchen, aufgezeichnete Dialoge. Es ist oben bereits erwähnt worden, dass die Lucinde keine kohärente Handlung aufweist. Dennoch liegt dem Buch natürlich ein bestimmter Stoff zugrunde und dieser ist autobiographisch. Es hat dies seinen Grund ebenfalls wieder in der Theorie Friedrich Schlegels. Ist der Roman doch dazu gemacht, „den Geist des Autors vollständig auszudrücken: so dass manche Künstler, die nur auch einen Roman schreiben wollten, von ungefähr sich selbst dargestellt haben“. Ein romantischer Roman stellt also notwendigerweise die ganz persönlichen Empfindungen und Taten, kurz: die Lebensweise des Autors dar. Und dies nicht in versteckter Weise – so wie man im Rahmen einer autobiographischen Deutung gerne diverse Bücher mit der Biographie des Autors interpretiert (vgl. z. B. Franz Kafka, Mark Twain, James Joyce) –, sondern ganz explizit.

### Ein „ästhetisches Ungeheuer“?: Die Struktur des Buches
Der Text verfolgt keine epische Erzählung, sondern bietet seinem (gemäß dem „unbezweifelte[n] Verwirrungsrecht“ des Erzählers/Autors) verwirrten Leser Stimmungen und Reflexionen der Hauptfigur Julius. Es ist stets unsicher, in welchem Bezug ein Textstück zu einem anderen steht. Und erahnt der Leser einen Zusammenhang, der einer Handlung ähnelt, wird dieser Eindruck bald wieder zertrümmert. Den Sprüngen im Text kann der überforderte Leser kaum folgen. Damit sind Merkmale des modernen Romans vorweggenommen: Die Forschung vergleicht die Lucinde gern mit James Joyce’ Ulysses oder Virginia Woolfs Mrs. Dalloway.

Trotzdem ist der Text klar gegliedert. Wir finden ein „systematisches Chaos“, eine – wie es in Schlegels Rede über die Mythologie heißt – „künstlich geordnete Verwirrung“. Diese für die Schlegelsche Theorie typischen paradoxen Formulierungen meinen in der Praxis Folgendes:

Das Buch besteht aus 13 Teilen und einem Prolog. Jeweils sechs kurze, fragmentartige Textstücke gruppieren sich um den in der dritten Person erzählten Mittelteil. Julius´ weitere Entwicklung wird in den Rahmentexten dargestellt, denn: Das Maß für die Lucinde ist der klassische Bildungsroman der Zeit, Goethes Wilhelm Meister.

### Das Liebesmodell
Anthologien über die Entwicklung des Liebes- und Ehemodells und des dazugehörenden Liebesdiskurses in Deutschland und Europa – seien es soziologische, historische oder literaturwissenschaftliche Arbeiten – sehen in der Lucinde stets das paradigmatische Beispiel für die Liebe in der Romantik (wenngleich der „Licht-Name“ der Titelheldin und somit auch des gesamten Buches über diese Metapher zunächst der Aufklärung verpflichtet zu sein scheint). Im Folgenden soll deshalb die Vorstellung von Liebe in diesem Buch dargestellt werden.

#### Soziologisch verstanden: Ehe ist Liebe und Liebe ist Ehe
In Schlegels Lucinde finden wir zum ersten Mal in der Geschichte der Liebe (in der Neuzeit) die explizite Forderung danach, dass radikale Liebe und Ehe, also die große, wilde Leidenschaft und der bürgerlich-brave Bund fürs Leben, zusammengehören. Dem Einwand, dass es sich dabei um eine Utopie handele und dass lodernde Gefühle nur schwer zwischen „Kindergeschrei und Küchendämpfen“ dauerhaft vorstellbar seien, setzen die Romantiker die Unterscheidung zwischen poetischen Menschen (Enthusiasten) und Spießbürgern (Philister) entgegen: Dem romantischen Menschen spricht man die Fähigkeit zur ekstatischen Harmonie per definitionem zu. Und die (romantische) Kunst wie auch die richtige Art, hingebungsvoll zu lieben, helfen dem Menschen, seine poetische Seite auszubilden. Auch hierzu möchte der Roman Lucinde einen Beitrag leisten.

#### Poetologisch verstanden:Alles ist beseelt für mich
Zudem bezieht sich nun in der Liebe nicht mehr ein (liebendes) Subjekt auf das (geliebte) andere, sondern man liebt jetzt – gemäß dem romantischen Universalitätsprinzip – die gesamte Welt durch den anderen.
Alles, was wir sonst liebten, lieben wir nun noch wärmer. Der Sinn für die Welt ist uns erst recht aufgegangen. (Lucinde, S. 89.)
 In Schlegels philosophischem System, mit dem er Ende des 18. Jahrhunderts versuchte, die unermessliche Welt der Poesie zu ergründen, hat die Liebe einen besonderen Stellenwert: Sie galt ihm als der erste Schritt zu deren Verständnis. Denn sie ist unmittelbar zu empfinden und führt dennoch zu dem Wunsch zur Reflexion darüber, so dass in ihr zwei sich gemeinhin konträr gegenüber stehende Prinzipien – Unmittelbarkeit und Reflexion, Unbewusstheit und höchstes Bewusstsein – gleichzeitig umgesetzt werden.
Zudem ist die romantische Liebe unendlich wie die Poesie.

#### Die Funktion des Liebesdiskurses
Das Reflektieren der Liebe ist notwendig, um eine Distanz herzustellen, die letztlich zu einer Steigerung des Erlebten führt. In der Lucinde wird in Form von literarischen Dialogen reflektiert, jedes Textstück ist sowohl an Lucinde als auch an den Leser gerichtet. Ja, man kann sagen, dass es sich dabei um einen einzigen großen Liebesbrief handelt, in den der Leser hinein schauen darf.

## Fortsetzungen
Die Lucinde sollte der erste Teil eines vierbändigen Romanprojektes werden, das die vier Arten des Romans verkörpern sollte. Der erste Teil blieb jedoch der einzige. In Friedrich Schlegels Nachlass fanden sich zahlreiche Notizen und Pläne zur Fortsetzung. Durchgeführt – wenngleich nicht immer im Sinne Schlegels – wurden drei Fortsetzungen.
- Friedrich Schleiermacher: Vertraute Briefe über Friedrich Schlegels Lucinde.
- Johann Bernhard Vermehren: Briefe über Friedrich Schlegel's Lucinde zur richtigen Würdigung derselben.
- Johann Wilhelm Christern: Fr. Schlegels „Lucinde“. Herausgegeben und fortgesetzt von Christern (1842).

### Verwendete Literatur
- Ernst Behler: Friedrich Schlegel: „Lucinde“. In: Paul Michael Lützeler (Hrsg.): Romane und Erzählungen der deutschen Romantik. Neue Interpretationen. Reclam, Stuttgart 1981.
- Nicola Kaminski: Kreuz-Gänge. Romanexperimente der deutschen Romantik. Schöningh, Paderborn 2001.
- Niklas Luhmann: Liebe als Passion. Zur Codierung von Intimität. Frankfurt/M. 1982 (1. Aufl./1994, stw).
- Peter von Matt: Liebesverrat. Die Treulosen in der Literatur. München 1989 (2. Aufl./1994, dtv)
- Karl Konrad Polheim: Nachwort. In: Friedrich Schlegel. Lucinde. Reclam, Stuttgart 1963. (Revid. u. erweit. Ausgabe 1999, mit „Repertorium F. Schlegelscher Begriffe zu Lucinde“)

### Weiterführende Literatur
- Hermann Hesse: Die Welt im Buch I. Rezensionen und Aufsätze aus den Jahren 1900–1910 (= Hermann Hesse. Sämtliche Werke in 20 Bänden. Band 16). Hrsg. von Volker Michels. Suhrkamp, Frankfurt am Main 1988 (Aufl. 2002), ISBN 978-3-518-02683-0.
- Manfred Engel: Friedrich Schlegel, „Lucinde“: „Wie in einer endlosen Reihe von Spiegeln“ (Frühromantische Potenzierung). In: Ders.: Der Roman der Goethezeit. Band 1: Anfänge in Klassik und Frühromantik. Metzler, Stuttgart 1993, S. 381–443.
- Mark-Georg Dehrmann: Lucinde. In: Johannes Endres (Hrsg.): Friedrich-Schlegel-Handbuch. Leben – Werk – Wirkung. Metzler, Stuttgart 2017, S. 171–179.